# Nikos Panagiōtou
Nikos Panagiōtou (in greco: Νίκος Παναγιώτου; Famagosta, 6 dicembre 1970) è un allenatore di calcio ed ex calciatore cipriota, di ruolo portiere.

## Carriera

### Giocatore
Ha sempre giocato nel campionato cipriota ad eccezione della stagione 2005-2006, dove si è trasferito in Grecia. Con l'Anorthosis, club con il quale ha trascorso la maggior parte della carriera, ha segnato anche un gol. Si è ritirato dal calcio giocato nel 2007.
Ha esordito con la nazionale nel 1994. Da allora ha collezionato 75 presenze sino al 2006.

### Allenatore
Dopo il ritiro ha iniziato la carriera da allenatore con l'ASIL Lysi, poi con le giovanili dell'Anorthosis. Ha allenato anche la nazionale cipriota Under-17 per due anni, prima di approdare sulla panchina dell'Ermis Aradippou.

## Palmarès

### Giocatore

#### Club
- Campionato cipriota: 5

Anorthosis: 1994-1995, 1996-1997, 1997-1998, 1998-1999, 1999-2000
- Coppa di Cipro: 3

Anorthosis: 1997-1998, 2001-2002, 2002-2003
- Supercoppa di Cipro: 4

Anorthosis: 1995, 1998, 1999, 2000